# Mariene ecoregio Japanse Zee
De Mariene ecoregio Japanse Zee (49) (Engels: Sea of Japan marine ecoregion) is een biogeografische regio en ligt in het noordwesten van de Grote Oceaan in de Mariene provincie Koude Gematigde Noordwestelijke Stille Oceaan (8) in het Marien rijk Gematigde Noordelijke Stille Oceaan. De mariene ecoregio is vastgesteld door het World Wide Fund for Nature en The Nature Conservancy en is vernoemd naar de Japanse Zee.
In het noordoosten grenst het gebied aan de mariene ecoregio Zee van Ochotsk (45), in het oosten aan de mariene ecoregio Noordoostelijk Honshu (48) en in het zuidwesten aan de mariene ecoregio Kuroshiostroom (51) en de mariene ecoregio Oost-Chinese Zee (52).

## Geografie
De mariene ecoregio ligt in het noordwesten van de Grote Oceaan voor de west- en noordwestkust van Japan, voor de oostkust van Zuid-Korea en Noord-Korea en voor de oostkust van het Russische kraj Primorje en kraj Chabarovsk en de westkust van oblast Sachalin. Het gebied ligt in de Japanse Zee voor de oostkust van het Koreaans Schiereiland, de westkust van de eilanden Sachalin, Hokkaido, Honshu en de noordkust van Kyushu en wordt begrensd door de noordkant van de Tatarensont, door de Straat La Pérouse, Straat Tsugaru, Straat van Kanmon en de Straat Korea.
Door het gebied stroomt de Zeestroom van Primorje, de Noord-Koreastroom, de Tsushimastroom, de Oost-Koreastroom en de Soyastroom.

## Biogeografie
Het gebied kent zeeleven dat houdt van gematigde temperaturen.